# Городовикова, Бова Басановна
Бова Басановна Городовикова (род. 23 мая 1978 года, г. Москва) — российский журналист, продюсер. 

## Биография
Родилась 23 мая 1978 года в Москве. Училась в московской школе № 645. В 2000 году окончила юридический факультет Калмыцкого Государственного Университета.
В 2002 году начала работать продюсером российского бюро газеты Süddeutsche Zeitung в Москве.
С 2002 по 2008 год — продюсер отдела Спецпроектов Телекомпании НТВ. Участвовала в создании фильмов «Аргунский котел», «Атомные люди», документального шестисерийного фильма «По ту сторону войны Архивная копия от 6 июля 2014 на Wayback Machine», «Бейрут 82. Неизвестная война Брежнева» и др.
С 2009 по 2013 год — продюсер, корреспондент Ближневосточного бюро Телекомпании НТВ в Израиле, г. Тель-Авив. Во время работы на Ближнем Востоке совмещала должность продюсера НТВ и руководителя представительства «РИА Новости» в Израиле.
С 2013 по 2014 год — Начальник Службы связей с общественностью ФГБУ РГРК «Голос России».
29 мая 2014 года назначена Заместителем Руководителя Администрации Главы Республики Калмыкия.
С июня 2016 года назначена исполняющим обязанности руководителя Администрации главы Республики Калмыкия.
В апреле 2019 года освобождена от должности Указом временно исполняющего обязанности Главы Республики Калмыкия Хасиковым Б.С. 

## Семья
Не замужем, воспитывает четверых детей. Внучка Героя Советского Союза генерала-лейтенанта Басана Бадьминовича Городовикова.